# 飛馬座V342d
HR 8799 d是位於飛馬座，距離地球129光年的一顆系外行星，它環繞著一顆6等的牧夫座λ型星HR 8799運轉著，質量介於木星的7至13倍之間，半徑比木星大約20%至30%。這顆行星與HR 8799的軌道距離為24天文單位，離心率大於0.04，週期為100年。它是HR8799系統內已知最內側的行星，於2008年11月13日與另外兩顆行星一起被Marois等人使用夏威夷的凱克望遠鏡和雙子望遠鏡，利用直接影像技術發現的。

## 註解
1. 1 2  經由視差計算： {\displaystyle \scriptstyle \mathrm {distance\ in\ parsecs} ={\frac {1000}{\mathrm {parallax\ in\ milliarcseconds} }}}
2. 1 2  從東方和北方計算的分離角分別是−0.216和−0.582角秒。
3. 1 2  數值是假設行星的軌道是圓型，並且正對著觀測者的方向
4. ↑  離心率的下限是與HR 8799 c有穩定的2:1軌道共振約束的值。